# Abd al-Rahman ibn Abd Allah al-Ghafiqi
Abd al-Rahman ibn Abd Allah al-Ghafiqi (en árabe, أبو سعيد عبد الرحمن بن عبد الله الغافقي ‘Abd ar-Raḥmān bin ‘Abd Allāh al-Ġāfiqī; m. 10 de octubre de 732) fue el sexto y decimocuarto valí de al-Ándalus, puesto que dirigió el gobierno por dos veces: la primera del 721 al 722 con carácter interino y la segunda del 730 al 732. Durante su gobierno debió enfrentar las revueltas entre bereberes y los diferentes contingentes árabes que competían sobre el dominio de al-Ándalus. Murió en combate en la batalla de Poitiers o Tours en el año 732. 

## Biografía
Era un militar que gozaba de gran simpatía entre sus soldados, ya que siempre repartía el botín. El 10 de junio de 721 el valí As-Samh ibn Malik murió en la batalla de Tolosa frente al duque de Aquitania Odón. Los soldados, allí mismo, proclamaron a al-Gafiqi como nuevo valí. Su primera decisión fue poner a resguardo los restos del ejército de Narbona, cosa nada fácil, puesto que la retirada estaba cortada por la fortaleza de Carcasona.
Su superior, el valí de Ifriqiya Bishr ibn Safwán, una vez se enteró de los acontecimientos, ratificó a al-Gafiqi como valí. No obstante, las simpatías que tenía el ejército le crearon numerosos enemigos y las envidias llevadas a la política impidieron rehacer el ejército para preparar un nuevo ataque al norte de los Pirineos.
En agosto del 722 se nombró a un nuevo valí, cargo que recayó en Anbasa ibn Suhaym al-Kalbi.
En el 730 al-Gafiqi volvió a ser nombrado valí. Aquel mismo año y el siguiente, al-Gafiqi mantuvo su actividad militar en el reino de Asturias y en 732 decidió saquear el monasterio de San Martín de Tours. Partiendo de Pamplona, subió hasta Roncesvalles y de allí hasta Burdeos, seguramente con la complicidad de los nobles del país. A unos veinte kilómetros al nordeste de Poitiers chocó con las fuerzas del duque Carlos Martel y murió en la batalla conocida como batalla de Poitiers en octubre del 732, en la que los árabes fueron derrotados. Las tropas supervivientes se retiraron a Narbona (Francia).